# Mécrin
Mécrin – miejscowość i gmina we Francji, w regionie Grand Est, w departamencie Moza.
Według danych na rok 1990 gminę zamieszkiwało 236 osób, a gęstość zaludnienia wynosiła 23 osób/km² (wśród 2335 gmin Lotaryngii Mécrin plasuje się na 810. miejscu pod względem liczby ludności, natomiast pod względem powierzchni na miejscu 587.).